# Gil de Albornoz y Espinosa
Gil de Albornoz y Espinosa, španski rimskokatoliški duhovnik, škof in kardinal, * 1581, Valladolid, † 19. december 1649, Roma.

## Življenjepis
30. avgusta 1627 je bil povzdignjen v kardinala.
23. septembra 1630 je bil imenovan za nadškofa Taranta; škofovsko posvečenje je prejel 6. oktobra istega leta. S položaja je odstopil 30. marca 1637.
- Testamentum cardinalis Egidi Albornotii, 1663